# Michael Genner

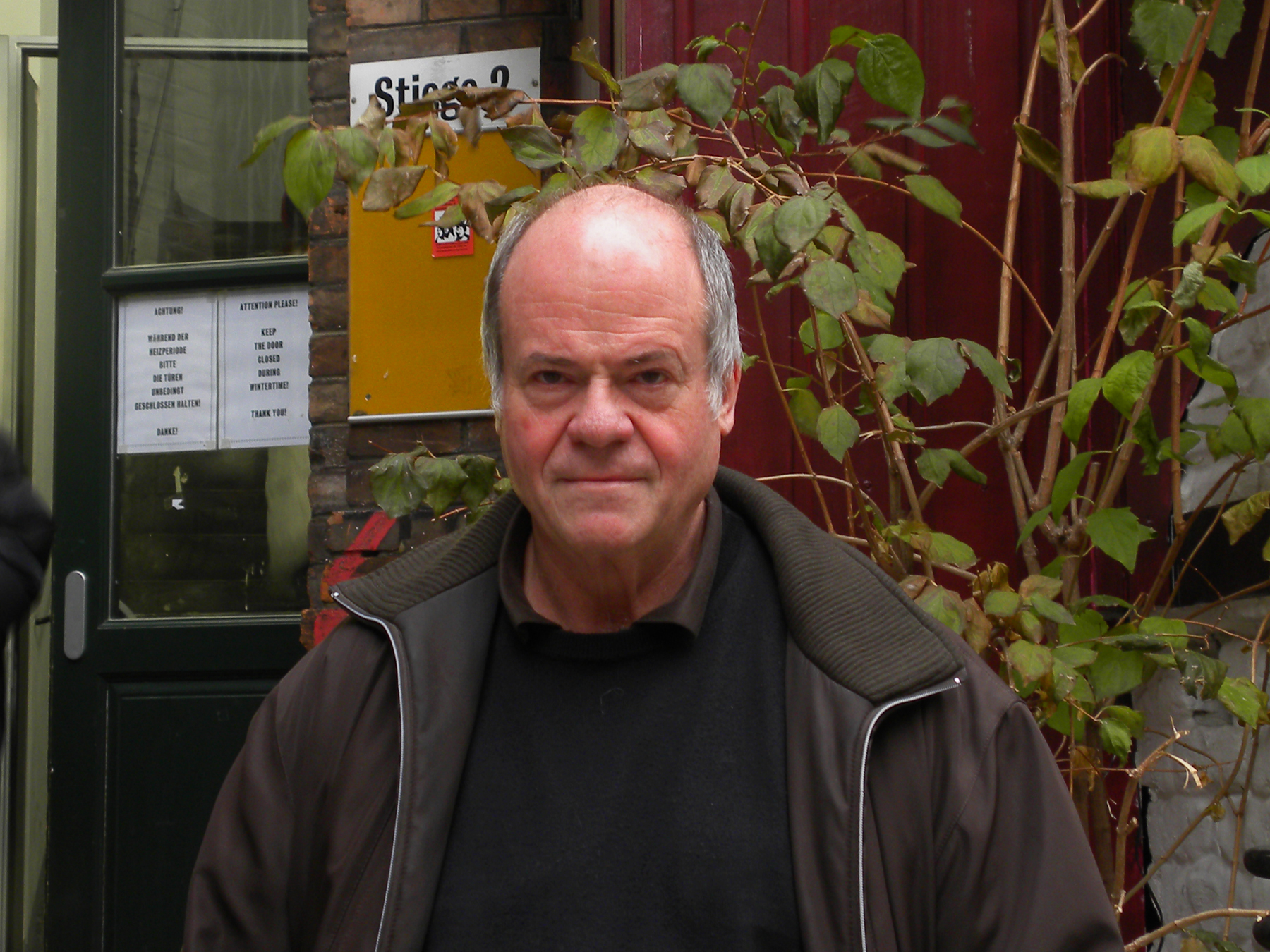
Michael Genner (2011)

Michael Genner (* 27. Oktober 1948 in Wien) ist ein österreichischer Flüchtlingsberater, 2004–2021 Obmann, seit 2021 stellvertretender Vorsitzender von Asyl in Not und Autor. 2011 verlieh ihm die Österreichische Liga für Menschenrechte ihren jährlichen Menschenrechtspreis.

## Leben und Wirken
Michael Genner ist der Sohn von Laurenz Genner und der Zahnärztin Lily Genner, geb. Pollatschek (1908–1986). Er maturierte 1966 am humanistischen Gymnasium Fichtnergasse und studierte dann Philosophie an der Universität Wien.
1966 trat er dem Verband Sozialistischer Studentinnen und Studenten Österreichs (VSStÖ) bei, beteiligte sich aktiv an dessen Protest gegen die damaligen Studiengebühren und für die Öffnung und Demokratisierung der Universitäten. Er solidarisierte sich im April 1968 mit entlassenen Arbeitern des ELIN-Werks in Penzing und gründete das „Aktionskomitee sozialistischer Arbeiter und Studenten“ mit. Nachdem ein Versuch Genners und etwa 1000 weiterer Demonstranten polizeilich beendet worden war, Diskussionen bei der offiziellen 1.-Mai-Feier der SPÖ in Wien 1968 herbeizuführen, trat Genner aus der SPÖ und dem VSStÖ aus.
Genner bewohnte eine der ersten Kommunen in Wien, die Wohngemeinschaft Theobaldgasse. Er und  seine Mitbewohner traten in die KPÖ ein und waren dort gemeinsam als „Sektion 6“ aktiv, zum Beispiel mit einer Aktion gegen eine Verkaufsmesse für Jugendliche namens „Twen-Shop“. Wegen eines Flugblatts, für das er als Vorstandsmitglied verantwortlich zeichnete, kam er unter dem Verdacht der „Verleitung zum Aufstand“ (Höchststrafe: 20 Jahre Gefängnis) für sechs Wochen in Untersuchungshaft. Studenten demonstrierten für seine Freilassung und erreichten, dass Parlamentarier wie Christian Broda, Hertha Firnberg, Bruno Kreisky und Alfred Ströer sich für ihn einsetzten. Ein Geschworenengericht sprach ihn 1970 von der ursprünglichen Anklage frei, verurteilte ihn jedoch wegen „Aufwiegelung“ zu einem Monat Arrest.
Um von der KPÖ unabhängig zu sein, gründete Genners WG die Gruppe „Spartakus“, zu deren Vorstand er gehörte. Sie setzten sich für Lehrlinge und antifaschistische Themen ein, besetzten den Siemenspavillon auf der Herbstmesse 1969 aus Protest gegen die Teilprivatisierung der verstaatlichten Industrie und eröffneten die Kampagne „Öffnet die Heime!“ gegen die Zustände in damaligen Erziehungsheimen, die sie „Jugend-KZs“ nannten. Dazu besetzten sie unter anderem einen leeren Tigerkäfig im Tiergarten Schönbrunn. Genner handelte mit Eltern Verträge aus, Jugendliche in Aktivistenwohnungen wohnen zu lassen. Einige Mitglieder der Gruppe Spartakus wurden jedoch wegen Entführung Minderjähriger angeklagt. Genners Gruppe zog 1972 wegen der Prozesse und Bedrohung durch rechtsgerichtete Gegner in die Schweiz, wo sie mit Mitgliedern der Schweizer Gruppe Hydra die Europäische Kooperative Longo maï gründeten. 1973 kauften sie mit in der Schweiz gesammeltem Geld 300 ha Grund samt drei verfallenen Bauernhöfen in der Provence und gründeten die erste „Pioniersiedlung“.
1976 wurde die Klage gegen Genner in Österreich aufgehoben.
1977 wurde Genner nach internen Konflikten aus Longo maï ausgeschlossen. Er kehrte nach Wien zurück, arbeitete für das Ludwig Boltzmann Institut für Menschenrechte und schrieb an seinen beiden Büchern, Mein Vater Laurenz Genner. Ein Sozialist im Dorf und Spartakus. Eine Gegengeschichte des Altertums. 1980 kehrte er zu Longo maï zurück, brach aber 1986 endgültig mit der Gruppe. In einem Rückblick kritisierte er vor allem deren Führungsstil als sektenartig und autoritär.
Seit 1989 ist Genner in der Flüchtlingsarbeit tätig. Von 1989 bis 1991 arbeitete er beim Flughafensozialdienst, der 1991 gemeinsam mit dem „Unterstützungskomitee für politisch verfolgte Ausländer“ (später umbenannt in „Asyl in Not“) den Bruno-Kreisky-Preis für Verdienste um die Menschenrechte erhielt.
Im September 1990, als das Bundesheer beim Assistenzeinsatz Grenzraumüberwachung an der österreichisch-ungarischen Grenze gegen illegale Flüchtlinge Stellung bezog, war er an der „Aktion Grenzenlos“ beteiligt und verlas einen Aufruf zur Befehlsverweigerung vor Soldaten des Bundesheeres. Ein Verfahren wegen Aufforderung zu militärisch strafbaren Handlungen gegen Genner wurde 1992 eingestellt.
Vom Flughafensozialdienst kam er zur Sozialberatungsstelle Simmering. 1993 begann er als Rechtsberater bei Asyl in Not. 1994 wurde er Geschäftsführer, seit 2004 Obmann dieser Organisation. Als solcher setzt er sich für die rechtliche und sozialen Beratung und Vertretung von Asylsuchenden ein, betreibt Öffentlichkeitsarbeit, zeigt Einzelschicksale auf und kritisiert Politiker und Behörden. Er protestierte 2006 gegen die Verschärfung des Fremdenrechts und rief öffentlich dazu auf, Flüchtlinge vor ihrer drohenden Abschiebung zu verstecken. Die Staatsanwaltschaft verzichtete auf die Verfolgung einer Anzeige dagegen. Gemeinsam mit SOS Mitmensch forderte er die für die Gesetzesverschärfung verantwortliche Innenministerin Liese Prokop zum Rücktritt auf.

## Kontroversen
Am 1. Jänner 2007 versandte Genner einen Nachruf zum Tod von Liese Prokop an die Medien, der mit den Worten „Eine weniger. Was kommt danach?“ begann und in der Formulierung „Die gute Meldung zum Jahresbeginn: Liese Prokop, Bundesministerin für Folter und Deportation, ist tot“ gipfelte. Genner bezeichnete Prokop als „Schreibtischtäterin…, völlig abgestumpft, gleichgültig gegen die Folgen ihrer Gesetze und Erlässe, ein willfähriges Werkzeug einer rassistisch verseuchten Beamtenschaft“ und schloss mit „Kein anständiger Mensch weint ihr eine Träne nach“. Der Nachruf löste Empörung und Todesdrohungen gegen Genner aus. Er entschuldigte sich bei Prokops Angehörigen: Sie könnten nichts für die „zutiefst menschenverachtende Politik“ der Verstorbenen. Zugleich verlangte er vom künftigen Innenminister, er solle „im Namen der Republik die Opfer der bisherigen Politik um Entschuldigung“ bitten. Das Wiener Straflandesgericht verurteilte Genner nach einer Privatklage durch Gunnar Prokop wegen übler Nachrede zu einer teilbedingten Geldstrafe. Höhere Gerichtsinstanzen bestätigten das Urteil mit der Begründung, Genners Aussagen hätten überwiegend die Diffamierung der verstorbenen Liese Prokop bezweckt. Der Europäische Gerichtshof für Menschenrechte wies Genners Beschwerde gegen die Einschränkung seiner Meinungsfreiheit in diesem Fall am 12. Jänner 2016 ab.
2011 setzte sich Genner gegen die Auslieferung des Tschetschenen Ahmed Tschatajew in sein Heimatland ein, obwohl dieser verdächtigt wurde, illegal bewaffnete Gruppen zu unterstützen. Später wurde Tschatajew verdächtigt, Drahtzieher des Terroranschlags in Istanbul am 28. Juni 2016 zu sein.
2013 bezeichnete Genner „ehrliche“ Schlepper in einem Artikel für „Asyl in Not“ als „Dienstleister“, die eine sozial nützliche Tätigkeit verrichteten. Daraufhin ermittelte die Staatsanwaltschaft Wien gegen ihn wegen „Gutheißung einer mit Strafe bedrohten Handlung“ (§ 282 Abs. 2 StGB). Genner wurde von Medienvertretern und Politikern unterstützt, die humanitär begründete Fluchthilfe von Schlepperei abgrenzten. Die Oberstaatsanwaltschaft ließ das Verfahren einstellen, weil Genners Aussage von der Meinungsfreiheit gedeckt sei. Wegen dieses Falls erwog das österreichische Justizministerium, den Straftatbestand § 282, Abs. 2 abzuschaffen.

## Publikationen
- Mein Vater Laurenz Genner. Ein Sozialist im Dorf, Wien, 1979, Europa-Verlag. ISBN 978-3-203-50731-6
- Spartakus. Eine Gegengeschichte des Altertums nach den Legenden der Zigeuner, München 1979/80, Trikont, 2 Bände. ISBN 3-88167-053-X und ISBN 3-88167-060-2
- Flucht nach Österreich – Weg ins Ungewisse, Wien, Asylkoordination Österreich, 1995
- Longo mai. In: Bärbel Danneberg, Fritz Keller, Aly Machalicky (Hrsg.): Die 68er: Eine Generation und ihr Erbe. Döcker, Wien 1998, ISBN 978-3-85115-253-1.
- Asylverfahren und Polizeistaat. In: Nikolaus Dimmel, Josef Schmee (Hrsg.): Die Gewalt des neoliberalen Staates. facultas.wuv, Wien 2008, ISBN 978-3-7089-0228-9 (Volltext in der Google-Buchsuche).
- Folteropfer in Schubhaft. Beispiele aus der Praxis. In: Herwig Schinnerl, Thomas Schmidinger (Hrsg.): Dem Krieg entkommen? Tschetschenien und TschetschenInnen in Österreich. Verein Alltag Verlag, Wien 2009, ISBN 978-3-902282-20-0.
- Verleitung zum Aufstand – Ein Versuch über Widerstand und Antirassismus. Mandelbaum-Verlag, Wien 2012, ISBN 978-3-85476-616-2, S. 256.